# Zou Zhe
Zou Zhe (en xinès simplificat: 邹喆; en xinès tradicional: 鄒喆; en pinyin: Zōu Zhé) fou un pintor xinès, durant la dinastia Qing, nascut a Wuxian, província de Jiangsu, el 1636 i mort cap al 1708). Va viure a Nanjing on va desenvolupar la seva activitat artística. En la història de l'art se'l coneix com un dels “Vuit Mestres de Jinling" (actualment Nanjing), grup d'artistes que a l'inici de la dinastia Qing se sentien lleials a l'anterior dinastia Ming. Els components eren: Gong Xian, Fan Qi Zou Zhe, Wu Hong, Hu Zao, Gao Cen, Ye Xin i Xie Sun els quals van immortalitzar els paisatges al voltant de Jinling. Es tenen notícies que Zou Zhe va pintar flors, ocells, etc. però només es conserven les pintures de paisatges.